# Primeira Liga (2005/2006)
Primeira Liga (2005/2006) – 68. edycja najwyższej klasy rozgrywkowej piłki nożnej w Portugalii. W lidze występowało 18 zespołów. Mistrzem po raz 21. zostało FC Porto.

## Uczestnicy
| Uczestnicy poprzedniej edycji                                                                                 | Uczestnicy poprzedniej edycji | Uczestnicy poprzedniej edycji | Uczestnicy poprzedniej edycji |
| --- | ----------------------------- | ----------------------------- | ----------------------------- |
| BEN | SL Benfica                    | 1                             |                               |
| POR | FC Porto                      | 2                             |                               |
| SCP | Sporting CP                   | 3                             |                               |
| BRA | SC Braga                      | 4                             |                               |
| VGU | Vitória Guimarães             | 5                             |                               |
| BOA | Boavista FC                   | 6                             |                               |
| MAR | CS Marítimo                   | 7                             |                               |
| RAV | Rio Ave FC                    | 8                             |                               |
| BEL | CF Os Belenenses              | 9                             |                               |
| VSE | Vitória Setúbal               | 10                            |                               |
| PFI | FC Penafiel                   | 11                            |                               |
| NAC | CD Nacional                   | 12                            |                               |
| GVI | Gil Vicente                   | 13                            |                               |
| ACA | Académica Coimbra             | 14                            |                               |
| ULE | União Leiria                  | 15                            |                               |
| Awans z Segunda Ligi                                                                                          |                               |                               |                               |
| PAÇ | FC Paços de Ferreira          | 1                             |                               |
| NAV | Naval 1º Maio                 | 2                             |                               |
| AMA | Estrela Amadora               | 3                             |                               |
| Oznaczenia: - kolumna pierwsza – skróty nazw drużyn, - kolumna trzecia – miejsce zajęte w poprzednim sezonie. |                               |                               |                               |

## Tabela
| Lp. | Drużyna               | M  | Z  | R  | P  | Bramki | Bramki | Różn. | Pkt | Uwagi                                         | Bezpośrednio |
| --- | --------------------- | -- | -- | -- | -- | ------ | ------ | ----- | --- | --------------------------------------------- | ------------ |
| 1   | FC Porto (M) (P)      | 34 | 24 | 7  | 3  | 54     | 16     | +38   | 79  | Liga Mistrzów UEFA • Faza grupowa             |              |
| 2   | Sporting CP           | 34 | 22 | 6  | 6  | 50     | 24     | +26   | 72  | Liga Mistrzów UEFA • Faza grupowa             |              |
| 3   | SL Benfica            | 34 | 20 | 7  | 7  | 51     | 29     | +22   | 67  | Liga Mistrzów UEFA • III runda kwalifikacyjna |              |
| 4   | SC Braga              | 34 | 17 | 7  | 10 | 38     | 22     | +16   | 58  | Puchar UEFA • I runda                         |              |
| 5   | CD Nacional           | 34 | 14 | 10 | 10 | 40     | 32     | +8    | 52  | Puchar UEFA • I runda                         |              |
| 6   | Boavista FC           | 34 | 12 | 14 | 8  | 37     | 29     | +8    | 50  |                                               |              |
| 7   | União Leiria          | 34 | 13 | 8  | 13 | 44     | 42     | +2    | 47  |                                               |              |
| 8   | Vitória Setúbal       | 34 | 14 | 4  | 16 | 28     | 33     | −5    | 46  | Puchar UEFA • I runda                         |              |
| 9   | Estrela Amadora       | 34 | 12 | 9  | 13 | 31     | 33     | −2    | 45  |                                               |              |
| 10  | CS Marítimo           | 34 | 10 | 14 | 10 | 38     | 37     | +1    | 44  |                                               |              |
| 11  | FC Paços de Ferreira  | 34 | 11 | 9  | 14 | 38     | 49     | −11   | 42  |                                               |              |
| 12  | Gil Vicente1 (S)      | 34 | 11 | 7  | 16 | 37     | 42     | −5    | 40  | Spadek do Ligi de Honra                       |              |
| 13  | Académica Coimbra     | 34 | 10 | 9  | 15 | 37     | 48     | −11   | 39  |                                               |              |
| 14  | Naval 1º Maio         | 34 | 11 | 6  | 17 | 35     | 48     | −13   | 39  |                                               |              |
| 15  | CF Os Belenenses1     | 34 | 11 | 6  | 17 | 40     | 42     | −2    | 39  |                                               |              |
| 16  | Rio Ave FC (S)        | 34 | 8  | 10 | 16 | 34     | 53     | −19   | 34  | Spadek do Ligi de Honra                       |              |
| 17  | Vitória Guimarães (S) | 34 | 8  | 10 | 16 | 28     | 41     | −13   | 34  | Spadek do Ligi de Honra                       |              |
| 18  | FC Penafiel (S)       | 34 | 2  | 9  | 23 | 21     | 61     | −40   | 15  | Spadek do Ligi de Honra                       |              |